# Martin Hendriks
Martin Hendriks, né le 11 mars 1965 à Assen, est un coureur cycliste néerlandais. Spécialiste du cyclo-cross, il décroche ses succès dans les années 1980 et 1990, notamment des manches du Superprestige.

## Biographie
En 1983, à Birmingham, Martin Hendriks termine vice-champion du monde de cyclo-cross juniors (moins de 19 ans), seulement devancé de six secondes par Roman Kreuziger senior. Lors de la saison 1986-1987, il s'illustre sur le Superprestige, avec plusieurs podiums et un succès à Valkenswaard. Il termine troisième du classement général de ce challenge. Aux mondiaux amateurs disputés à Mlada Boleslav en janvier 1987, il termine au pied du podium, à six secondes du troisième Roman Kreuziger senior.
Il passe professionnel en juin 1987 au sein de l'équipe néerlandaise Panasonic, formation avec qui il reste jusqu'en 1988.
En 1991, il se classe troisième  du championnat des Pays-Bas de cyclo-cross derrière Adrie van der Poel et Henk Baars, puis huitième du championnat du monde de cyclo-cross chez les professionnels. En avril 1991, il rejoint l'équipe néerlandaise PDM jusqu'en 1992. Il arrête sa carrière avec une dixième place au championnat des Pays-Bas de cyclo-cross en janvier 1995.

## Palmarès en cyclo-cross
- 1982-1983
  -  Médaillé d'argent du championnat du monde de cyclo-cross juniors
- 1984-1985
  - 10e du championnat du monde de cyclo-cross amateurs
- 1986-1987
  - Superprestige #2, Cyclo-cross de Valkenswaard
  - 3e du Superprestige
  - 4e du championnat du monde de cyclo-cross amateurs
- 1987-1988
  - 4e du Superprestige
- 1988-1989
  - 9e du Superprestige
- 1989-1990
  - 7e du Superprestige
- 1990-1991
  - 3e du championnat des Pays-Bas de cyclo-cross
  - 5e du Superprestige
  - 8e du championnat du monde de cyclo-cross
- 1991-1992
  - Superprestige #11, Cyclo-cross de Harnes
  - 6e du Superprestige